# 埃莉诺·怀利
埃莉诺·怀利（Elinor Wylie，1885年9月7日—1928年12月16日），原名埃莉诺·莫顿·霍伊特（Elinor Morton Hoyt）是美国诗人和小说家。她创作了一种博学的诗歌，精美的风格，反映了作者的个人生活动荡。后期的作品中经常引用英国玄学派诗人。主要作品有《张网捕风》（1921）、《黑色爱神》（1923年）、《天使和地上的动物》（1929年）等。她在深入研究历史的基础上写作了许多历史小说，包括《珍妮弗·洛恩》（1923）、《孤儿天使》（1926）。